# Versus the night
『Versus the night』（ヴァーサス・ザ・ナイト）は、2022年8月31日に、MASTERSIX FOUNDATIONからリリースされたyamaの2枚目のオリジナル・アルバム。

## 概要
前作『the meaning of life』以来約1年ぶりのアルバム作品。前作以降に発売されたシングルを中心に収録されており、トリプルA面シングル「Oz./世界は美しいはずなんだ/スモーキーヒロイン」と配信シングルである「MoonWalker」「桃源郷」が本作に収録された。
本作では、Vaundy、川谷絵音、ササノマリイ、DURDN、大木伸夫（ACIDMAN）らが手掛けた楽曲に加え、初めて自身が作詞作曲を手掛けた楽曲である「それでも僕は」も収録された。

## 収録内容
| #         | タイトル                   | 作詞                         | 作曲                | 時間  |
| --------- | -------------------------- | ---------------------------- | ------------------- | ----- |
| 1.        | 「桃源郷」                 | TOOBOE                       | TOOBOE              | 3:48  |
| 2.        | 「MoonWalker」             | ニト。、宮田“レフティ”リョウ | ニト。、yama        | 3:34  |
| 3.        | 「くびったけ」             | Vaundy                       | Vaundy              | 3:54  |
| 4.        | 「スモーキーヒロイン」     | 川谷絵音                     | 川谷絵音            | 4:15  |
| 5.        | 「Lost」                   | 百田留衣                     | 百田留衣            | 4:05  |
| 6.        | 「ライカ」                 | ササノマリイ                 | ササノマリイ        | 3:25  |
| 7.        | 「ないの。」               | 百田留衣                     | 百田留衣            | 4:00  |
| 8.        | 「Oz.」                    | 泣き虫☔︎                     | 泣き虫☔︎            | 3:15  |
| 9.        | 「マスカレイド」           | yacco（DURDN）               | DURDN               | 4:12  |
| 10.       | 「存在証明」               | 福島章嗣                     | 福島章嗣            | 3:56  |
| 11.       | 「光の夜」                 | 大木伸夫（ACIDMAN）          | 大木伸夫（ACIDMAN） | 3:42  |
| 12.       | 「世界は美しいはずなんだ」 | 大木伸夫（ACIDMAN）          | 大木伸夫（ACIDMAN） | 3:46  |
| 13.       | 「それでも僕は」           | yama                         | yama                | 5:14  |
| 合計時間: | 合計時間:                  | 合計時間:                    | 合計時間:           | 51:06 |

## タイアップ
MoonWalker
dアニメストアCMタイアップソング
くびったけ
映画『線は、僕を描く』主題歌
スモーキーヒロイン
ABEMAドラマ『恋愛ドラマな恋がしたい～Kissing the tears away～』主題歌
Lost
映画『線は、僕を描く』挿入歌
Oz.
TVアニメ『王様ランキング』エンディングテーマ
世界は美しいはずなんだ
花王『エッセンシャルザビューティー』CMソング